# سالفاتور طريبولي
سالفاتور طريبولي (بالإنجليزية: Salvatore Tripoli)‏ (5 ديسمبر 1904 – 7 مارس 1990) هو ملاكم أمريكي راحل، مثّل بلاده في الألعاب الأولمبية الصيفية 1924.

## روابط خارجية
سالفاتور طريبولي على موقع بوكس ريك (الإنجليزية) (registration required)
- سالفاتور طريبولي على موقع أوليمبيديا (الإنجليزية)